# Almere
Almere – miasto w Holandii w prowincji Flevoland. Almere jest najmłodszym miastem w Holandii. Budowa miasta rozpoczęła się w 1976 roku, a Almere stało się gminą w 1984 roku. Jest to największe miasto w prowincji Flevoland z 207 tys. mieszkańców i siódme co do wielkości w Holandii. W październiku 2007 r. rada miasta dokonała porozumienia z rządem, aby rozwinąć miasto do ok. 350 000 mieszkańców w 2030 roku.

## Miasta partnerskie
- Aalborg
- Czeskie Budziejowice
- Dmitrow
- Haapsalu
- Kumasi
- Lancaster
- Milton Keynes
- Rendsburg
- Växjö